# Dois Irmãos
Dois Irmãos este un oraș în Rio Grande do Sul (RS), Brazilia.